# NGC 7577
NGC 7577 је спирална галаксија у сазвежђу Рибе која се налази на NGC листи објеката дубоког неба.
Деклинација објекта је + 7° 21' 57" а ректасцензија 23h 17m 17,1s. Привидна величина (магнитуда) објекта NGC 7577 износи 15,7 а фотографска магнитуда 16,5.